# (3182) Shimanto
(3182) Shimanto (1984 WC; 1946 WD; 1950 TG4; 1957 JZ; 1980 XH1) ist ein ungefähr neun Kilometer großer Asteroid des mittleren Hauptgürtels, der am 27. November 1984 vom japanischen Astronomen Tsutomu Seki am Geisei-Observatorium in Geisei in der Präfektur Kōchi in Japan (IAU-Code 372) entdeckt wurde. Er gehört zur Eunomia-Familie, einer Gruppe von Asteroiden, die nach (15) Eunomia benannt ist.

## Benennung
(3182) Shimanto wurde nach dem Shimanto, dem längsten Fluss der Präfektur Kōchi, aus der der Entdecker Tsutomu Seki stammt, benannt.